# Хороскоп
Хороскоп или астролошка карта је врста дијаграма који се користи у астрологији, а на њему су приказани положаји планета у тренутку неког догађаја или рођења неке особе у односу на неки од система коришћених у астролошким картама.

## Врсте хороскопа
- Заједнички хороскоп, који представља аритметичку средину места и времена два друга хороскопа
- Композитни хороскоп, је низ хороскопа одређених аритметичком средином планета две особе, за сваку планету посебно. Служи за добар увид у брачне односе при чему је акценат стављен на питање „зашто је неко нешто урадио или жели да уради“.
- Натални хороскоп, у кога се уцртавају положаји планета једне особе и служи анализи само особе
- Прогресивни хороскоп, посматра кретање једне одређене планете преко осталих у наталном хороскопу по принципу једна година - један степен
- Соларни хороскоп, представља хороскоп нечијег рођендана а говори о години која анализираној особи предстоји
- Транзитни хороскоп, прате транзите планета преко планета и поља наталног хороскопа
- Упоредни хороскоп или синастрија, представља упоређивање два натална хороскопа уцртавањем једног хороскопа у други
- Хорарни хороскоп, се тиче конкретног питања постављеног у неком тренутку, а на које се може одговорити са да или не.

## Законска забрана уРепублици Србији
Законом о јавном реду и миру Републике Србије који је донет 2016. године у члану 15, ставци Узнемиравање грађана врачањем, прорицањем или сличним обмањивањем, у шта се може убрајати астрологија, тарот, нумерологија и друга паганска/политеистичка (многобожачка) веровања стоји:
Ко се бави врачањем, прорицањем судбине, тумачењем снова или сличним обмањивањем на начин којим узнемирава грађане или нарушава јавни ред и мир - казниће се новчаном казном од 10.000 до 50.000 динара или радом у јавном интересу од 40 до 120 часова.— Закон о јавном реду и миру Републике Србије
.